# ناگائو هاروکاگه
ناگائو هاروکاگه (به ژاپنی: 長尾 晴景 Nagao Harukage); ۱ ژانویهٔ ۱۵۰۹ – ۲۳ مارس ۱۵۵۳) سامورایی اهل ولایت اچیگو، ژاپن بود. وی برادر بزرگتر اوئه‌سوگی کنشین بود و در سال ۱۵۳۶ جانشین پدرش ناگائو تامه‌کاگه شد. در سال ۱۵۴۸ ریاست خاندان ناگائو را به کنشین واگذار کرد.